# 崇厚

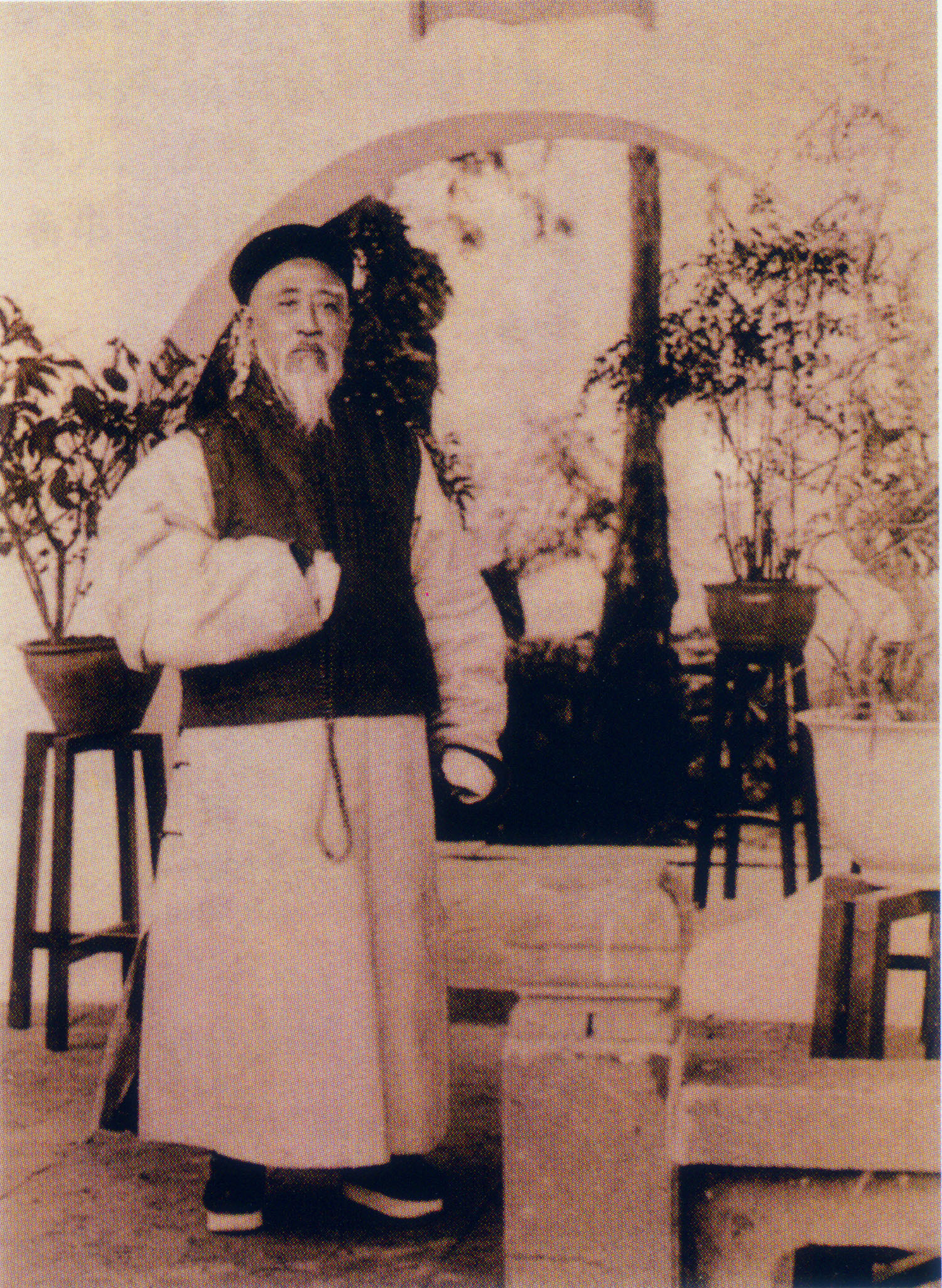

崇厚（1826年10月7日—1893年3月26日），完顏氏，字地山，號子謙、鶴槎，清朝内务府满洲镶黄旗人，咸豐、同治年間處理對外國事務的重要大臣。

## 生平
崇厚為河道總督麟庆之子，亦是金世宗第二十五世孫，道光五年九月初七日（1826年10月7日）出生。崇厚出身貴族，祖上系出金世宗，父兄皆是進士，但其參加三次鄉試方於道光二十九年（1849年）中舉人，會試不遇，以捐貲方式買得官銜，以家族勢力一路為官。最初選任甘肅階州直隸州知州。咸豐年間任永定河道。
咸豐十年（1860年），任長蘆鹽運使，負責鹽政。咸丰十一年（1861年）充三口通商大臣，办洋务。同治元年（1862年）十二月，兵部左侍郎署直隶总督至劉長佑赴任。同治六年（1867年）創建北洋機器局。同治九年（1870年）發生天津教案，任全權大使出使法国谢罪。1878年（光绪四年）出使俄国，擅自与俄签订《里瓦几亚条约》，修撰王仁堪、庶吉士盛昱、洗馬張之洞先後交章奏參。因此被弹劾入狱革職，判處死刑。北京諸國公使團為之請，維多利亞女王以個人名義寫信給慈禧：不可以因為無能而斬外交官，外交官只能因叛國而處斬。慈禧始赦之。
慈禧改命一等毅勇侯、大理寺少卿曾紀澤為全權專使再開議。光绪十九年二月初九日（1893年3月26日），六十八岁的崇厚在北京旧宅病故。

## 家庭
- 父：嘉慶十四年（1809年）己巳恩科进士麟慶,师尚書贵庆。
- 兄：崇實，刑部尚書。
- 妻：蒋重申，军机大臣蒋攸铦之孙女，山东督粮道蒋明远之女。蒋明远子蒋道模娶尚書贵庆好友侍郎鲍桂星之孙女。蒋明远另一女嫁富察凤秀，其女为同治慧妃富察氏。
- 子：衡平，原名三奇，光緒元年舉人；三捷。
- 女七人。三女適内务府正白旗汉军、江西廣饒九南兵備道郑氏文炳（胞弟科举人、词人鄭文焯，父河南巡撫鄭瑛棨）。五女適正黄旗满洲、光緒十二年（1886年）丙戌科进士博爾濟吉特氏瑞洵（祖父文淵閣大學士文勤公琦善）。
- 媳：恆慧，軍諮大臣多羅貝勒毓朗、衡平娶正紅旗滿州他他拉氏廣源孫女，山東按察使昇福次女，來自西藏辦事大臣文寧家。
- 孫：孫子象賢，孫女王敏彤（原名完颜童記，又名立童記）

## 延伸阅读
[在维基数据编辑]
 《清史稿·卷446》，出自趙爾巽《清史稿》
 在维基共享资源阅览影像